# 吏部尚書
吏部尚书，中國古代官名，吏部的最高級長官，雅称大冢宰，別名吏書、天官卿、六官之長。掌管天下官吏選授、勛封、考課之政令。 任一人。

## 沿革
前身為東漢尚書台隸下六曹尚書之一的吏部曹尚書（西漢時為常侍曹，東漢初為吏部曹尚書，漢靈帝時改稱為選部尚書）。
至曹魏、西晉時期，将汉朝的吏曹尚书改为吏部尚书，管理官员选拔、考核和任免。
隋朝确立六部，吏部尚書成为六部尚书之首，唐朝武德元年（618年），因隋舊制，品秩正三品。唐高宗龍朔二年（662年），改為司列太常伯。咸亨元年（670年），復為吏部尚書。武则天光宅元年（684年），改為天官尚書。神龍元年（705年），復為吏部尚書。天寶二年（743年）三月二十七日，改為文部尚書。至德二年（757年）十二月十五日，復為吏部尚書，掌銓六品七品選；侍郎掌銓八品九品選。景雲元年（710年），宋璟為吏部尚書，始相通與侍郎分知，因為故事者也。至後代仍為常職。明朝废除宰相后，吏部尚書成为百官之首。

## 吏部尚書名人

### 晉朝
- 謝安

### 南朝
- 萧子显

### 隋朝
- 虞庆则 （开皇元年到开皇三年）
- 韦世康 （开皇三年到开皇七年，开皇十三年到开皇十五年）
- 苏威   （开皇十二年左右）
- 牛弘   （仁寿年间、大业二年之后）

### 唐朝
- 封德彝
- 长孙无忌
- 褚遂良
- 宋璟

### 明朝
- 杨一清
- 高拱